# KOJI (ラジオパーソナリティ)
KOJI（コージ、2月22日生）は、近畿地方を拠点に活動している日本のラジオDJ。
大阪府出身。元は番組制作スタッフの1人であったが、後に自らが番組に出演するようになる。
自身が番組で名乗るときは「ケーオージェーアイ、コージです」と言う。

## 出演
すべてFM OSAKAのラジオ番組。
- Hit Radio '99
- Jay-Land Shuffle - 月曜・水曜パーソナリティ
- COUNT DOWN OSAKA（2002年4月 - 2005年3月）
- afternoon navigator（2005年4月 - 2007年3月） - 月曜・火曜パーソナリティ
- SATURDAY SPORTS BAR（2006年10月 - 2009年9月）
- Hello!（2008年10月 - 2009年3月）
- PEACE!（2009年4月 - 2012年3月）
- ReSIZE（2010年7月 - 2013年3月）
- Feel "GREEN"（2012年4月 - 2013年3月）
- Double-E（2014年4月 - 2024年4月）
- LIVE POD（2024年6月 - 2025年3月）